# Richard Bootle-Wilbraham
Pour les articles homonymes, voir Bootle (homonymie) et Wilbraham.
Richard Bootle-Wilbraham (27 octobre 1801 - 5 mai 1844) est un homme politique du parti conservateur britannique. Il siège à la Chambre des communes de 1835 à 1844.

## Biographie
Il est le fils aîné d'Edward Bootle-Wilbraham (1er baron Skelmersdale) et de sa femme Mary Elizabeth Taylor . Il fait ses études au Collège d'Eton et à Christ Church, Oxford. Il vit avec sa famille à Blythe Hall, Lathom, Lancashire, dans le domaine de Lathom appartenant à sa famille.
Il est nommé lieutenant-adjoint du Lancashire en 1826 et est élu lors des élections générales de 1835 en tant que député du South Lancashire  . Il est réélu en 1837 en 1841, et occupe le siège jusqu'à sa mort des suites de la grippe en 1844, âgé de 42 ans.
Il épouse Jessy Brooke (1812-1892), fille de sir Richard Brooke, 6e baronnet Brooke de Norton . Ils ont un fils, l'homme politique conservateur Edward Bootle-Wilbraham (1er comte de Lathom), et trois filles .